# Nicolas Chabot
Nicolas Chabot (Rezé, 21 settembre 1994) è un allenatore di calcio francese, tecnico della sezione femminile del Nantes.

## Carriera
Appassionatosi al calcio e al Nantes fin da piccolo grazie all'influenza del nonno materno, da giovane tenta la carriera da calciatore, militando prima nelle giovanili dello Challans e successivamente al Sorinières.
Prosegue gli studi all'Università di Nantes e, nel 2013, entra nello staff tecnico del club tramite uno stage. Dopo aver conseguito un master in ottimizzazione dell'allenamento sportivo, viene ufficialmente incaricato di allenare la squadra under 9, ruolo che ricopre fino al 2015, anno in cui passa alla guida dell'under 11.
Nel 2021 passa all'under 13, tuttavia finale della stagione 2022-2023, a seguito della promozione di Oswaldo Vizcarrondo dalla sezione femminile alla prima squadra, Chabot viene scelto per subentrargli alla guida della formazione femminile.
Inizialmente designato come traghettatore fino al termine del campionato, viene poi confermato anche per la stagione successiva, durante la quale conduce il club al secondo posto in campionato, dietro al solo Strasburgo, conquistando una storica promozione in Première Ligue.
Confermato anche per l'annata 2024-2025, guida le canarine nella loro prima stagione in massima serie, riuscendo a farle evitare la retrocessione, concludendo il campionato al 7º posto.